# Exocoetus obtusirostris
Exocoetus obtusirostris é uma espécie de peixe pertencente à família Exocoetidae.
A autoridade científica da espécie é Günther, tendo sido descrita no ano de 1866.

## Portugal
Encontra-se presente em Portugal, onde é uma espécie nativa.

## Descrição
Trata-se de uma espécie marinha. Atinge os 24 cm de comprimento total nos indivíduos do sexo masculino.